# Kowloon Walled City
Kowloon Walled City (chinesisch 九龍寨城 / 九龙寨城, Pinyin Jiǔlóng Zhàichéng, Jyutping Gau2lung4 Zaai6Sing4) war ein Stadtteil in Hongkong auf der Halbinsel Kowloon mit lange Zeit ungeklärtem rechtlichen Status. Er war bei 1,3 Millionen Einwohnern je Quadratkilometer der Ort mit der höchsten Bevölkerungsdichte der Welt. Im Jahr 1987 lebten 33.000 Menschen auf einer Fläche von knapp 2,7 Hektar (0,027 km²). Umgangssprachlich wurde er auch Walled City (deutsch Ummauerte Stadt) genannt bzw. auf Kantonesisch als Hak Ngam zi Sing (黑暗之城), die Stadt der Dunkelheit, bezeichnet.
Ursprünglich war die Walled City ein militärischer Außenposten (寨 – „befestigter Außenposten“) der Chinesen. Nachdem die New Territories 1898 von Großbritannien gepachtet worden waren, wurde die Walled City zu einer chinesischen Enklave. Nach dem Ende der japanischen Besetzung Hongkongs im Zweiten Weltkrieg fanden viele chinesische Flüchtlinge hier preiswerte Wohnungen, und die Bevölkerung begann dramatisch anzuwachsen. Die Walled City wurde unkontrolliert mit bis zu 14-stöckigen Hochhäusern dicht bebaut. Die Wohnungen waren im Durchschnitt etwa 20 m² groß und wurden meist von ganzen Familien bewohnt. Es gab Geschäfte, Schulen, kleine Handwerksbetriebe und nicht lizenzierte Zahnarztpraxen. Der Stadtteil war auch das Zentrum von Drogenhandel und Prostitution. Kontrolliert wurde der Komplex von den Triaden.
Nach einer 1987 eingeleiteten und mehrere Jahre andauernden Räumung wurde die gesamte Walled City von 1993 bis 1994 abgerissen. Ende 1995 wurde auf dem Platz der Kowloon Walled City Park, ein im Stil eines Gartens der frühen Qing-Dynastie gestalteter Stadtpark, eröffnet.

## Geografie
Die ehemalige Kowloon Walled City befand sich früher an der Ostküste der einstigen Kowloon Bay (九龍灣), die heute durch Landgewinnungsmaßnahmen auf der Landkarte als Bucht verschwunden ist. Die „ummauerte Festung“ war zum Anfang des 20. Jahrhunderts ursprünglich 70 Mu groß (≈ 47.000 m² oder 0,047 km²), also etwa doppelt so groß wie die spätere Walled City nach dem Zweiten Weltkrieg. Heute entspricht es dem Gebiet entlang der Prince Edward Road East (太子道東, ⊙). Die historische Mauer um die ursprüngliche Fläche der Kowloon Walled City wurde zur Zeit der japanischen Besetzung Hongkongs niedergerissen und später durch die britische Kolonialregierung zum Stadtentwicklungsgebiet deklariert. Weitere Flächen der historischen Kowloon Walled City wurden für den Bau der Carpenter Road (賈炳達道, ⊙) genutzt. So wurde die Kowloon Walled City um etwa die Hälfte der ursprünglichen Flächen beschnitten.

## Geschichte

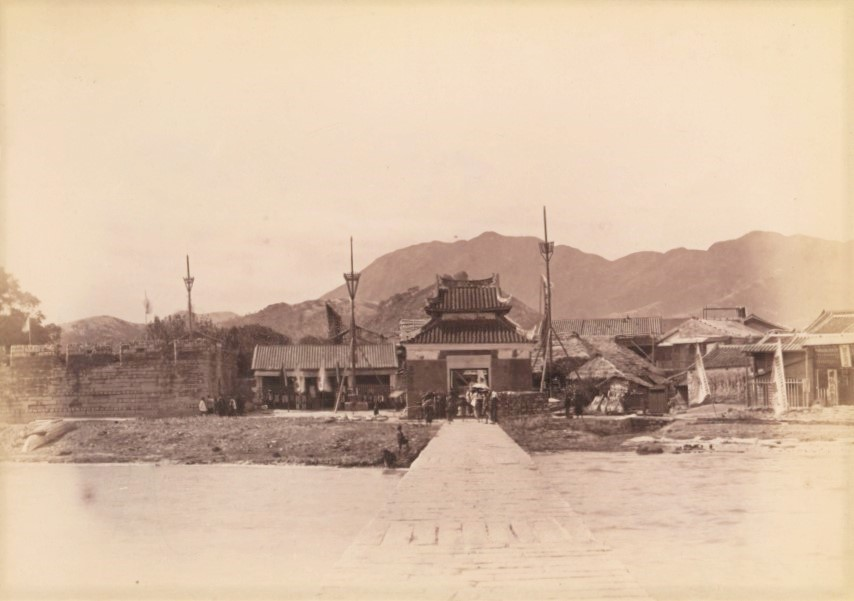
Überreste des Forts im Jahr 1898

### Chinesischer Militärposten
Das Gebiet der späteren Walled City war ursprünglich ein chinesischer Militärposten mit 1668 zunächst 30, dann von 1682 bis 1811 mit etwa zehn Wachsoldaten. 1810 wurde das Kowloon Fort mit einer Besatzung von 48 Soldaten errichtet.
Im Jahr 1847, nachdem Hong Kong Island im Vertrag von Nanking an Großbritannien abgetreten worden war, wurde der Militärposten zu einem mit starken Mauern befestigten Fort ausgebaut. Als die Kolonialmacht die New Territories einschließlich der Kowloon-Halbinsel 1898 für 99 Jahre pachtete, war das Fort ausgenommen und wurde so zu einer chinesischen Exklave. Die chinesische Regierung nutzte den Außenposten jedoch kaum. Obwohl die britische Kronkolonie begann, das Gebiet als ihr Territorium zu betrachten, wurde es, abgesehen von der Einrichtung einiger kirchlicher Wohlfahrtseinrichtungen, auch von den Briten weitgehend ignoriert und verfiel langsam. Während der japanischen Besetzung Hongkongs im Zweiten Weltkrieg rissen die Besatzer die verbliebenen Mauern ab, um mit den Steinen den Flughafen Kai Tak zu erweitern.

### Unkontrollierte Besiedlung
Nach dem Ende der Besatzung erklärte Nationalchina die Absicht, die Exklave wieder aktiv zu nutzen. Dies führte zu einem rasanten Anstieg der Bevölkerung, und 1947 lebten etwa 2000 Menschen in dem Gebiet. Der Absichtserklärung folgten allerdings keine Taten. Auch die Briten betrieben nun eine Politik der Nichteinmischung bezüglich fast aller Angelegenheiten der Walled City, die so zu einer nahezu rechtsfreien Zone wurde. Dies führte dazu, dass dieses Gebiet alsbald unter der Kontrolle der Triaden, des organisierten Verbrechens, stand. Da keine Steuern eingetrieben wurden und die Mieten niedrig waren, stieg gleichzeitig die Bevölkerung immer weiter an, und auch zahlreiche kleine Gewerbebetriebe entstanden. Der verfügbare Raum wurde in den folgenden Jahrzehnten durch eine immer dichtere und höhere Bebauung erweitert. Die Bauten entstanden jedoch völlig ungeplant, was schließlich zu dem charakteristischen Aussehen eines „menschlichen Ameisenhaufens“ führte. In dieser Zeit galt die Walled City als Brennpunkt der organisierten Kriminalität, in den sich die Polizei nur in Extremfällen und nur in größeren Gruppen wagte. Erst Mitte der 1970er-Jahre entschloss sich die Regierung Hongkongs, durchzugreifen und führte Tausende Razzien durch, die die Macht der Triaden immer weiter schwächten. 1983 erklärte der Polizeichef von Kowloon, die Kriminalität sei nun unter Kontrolle. Dennoch galt die Walled City als „Schandfleck“ mit niedrigem Lebensstandard und schlechter Hygiene.

### Räumung und Abriss
Im Laufe der Zeit gelangten sowohl die britische als auch die chinesische Regierung zu der Einsicht, dass die Situation in dem Stadtteil, obwohl von niedriger Kriminalitätsrate berichtet wurde, immer unerträglicher wurde. Verglichen mit den anderen Stadtteilen Hongkongs war die Lebensqualität in der Walled City weit geringer, vor allem die sanitäre Lage war inakzeptabel. Deswegen wurde von einem Sonderausschuss in Hongkong ein Plan zur Neugestaltung des Stadtteils entworfen. 1987 wurde beschlossen, das Gebiet zu räumen, alle Gebäude abzureißen und stattdessen einen Park zu errichten. Hongkong zahlte Entschädigungen in Höhe von 2,7 Milliarden HK$ (350 Millionen US$) an die Bewohner. Dennoch weigerten sich einige Bewohner, die Walled City zu verlassen. Sie wurden zwischen November 1991 und Juli 1992 zur Räumung gezwungen. Nach vier Monaten Planung begann der Abriss am 23. März 1993 und wurde im April 1994 abgeschlossen. Die Bauarbeiten zur Neugestaltung des Kowloon Walled City Parks (九龍寨城公園) begannen im Mai 1994, die Eröffnung folgte im Dezember 1995. Im Park ist ein Museum zur Geschichte der Walled City einschließlich einiger historischer Artefakte und Gebäudeteile, die beim Abriss zu Tage kamen, untergebracht. Außerdem wurde neben archäologischen Ruinen im Park eine historische Rekonstruktion des Yamen am Ort als begehbares Gebäude neu errichtet mit zwei historischen Kanonen aus den archäologischen Funden, die während der Bauphase des Parks entdeckt wurden.

Kowloon Walled City Park – 九龍寨城公園
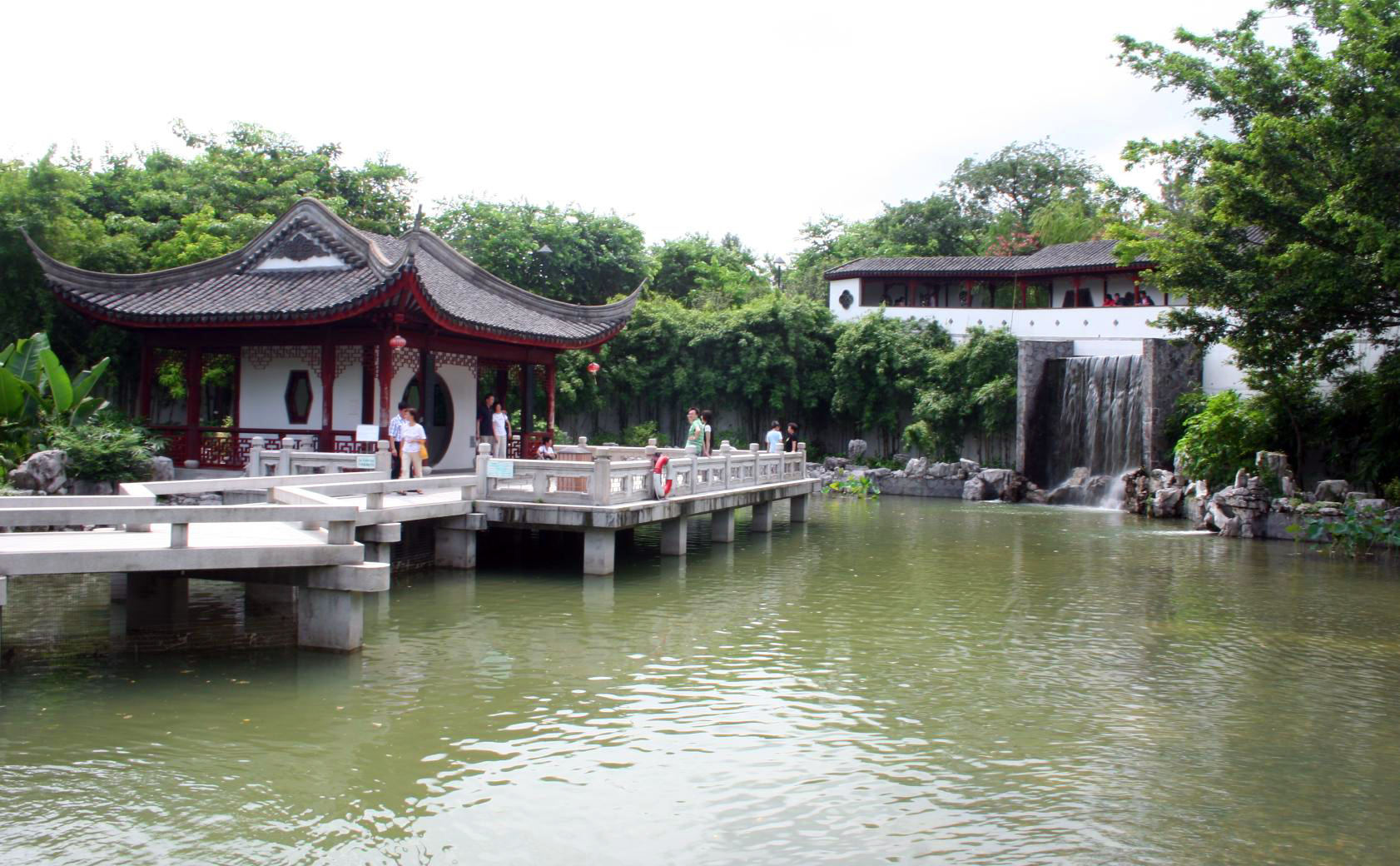
Lung Nam-Pavillon – 龍南榭[Anm. 9], 2007
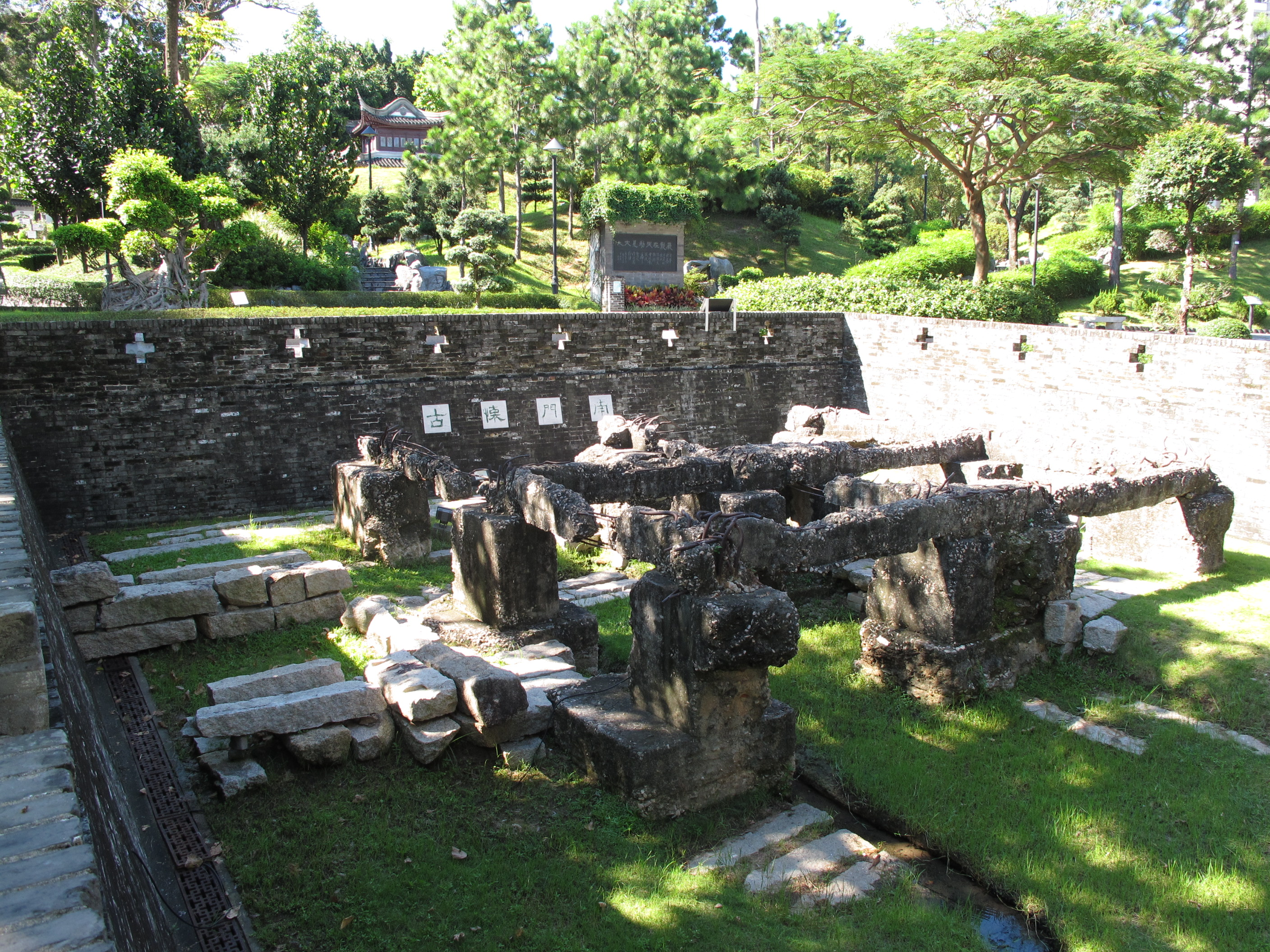
Ruine des Südtors – 南門[Anm. 10], 2010
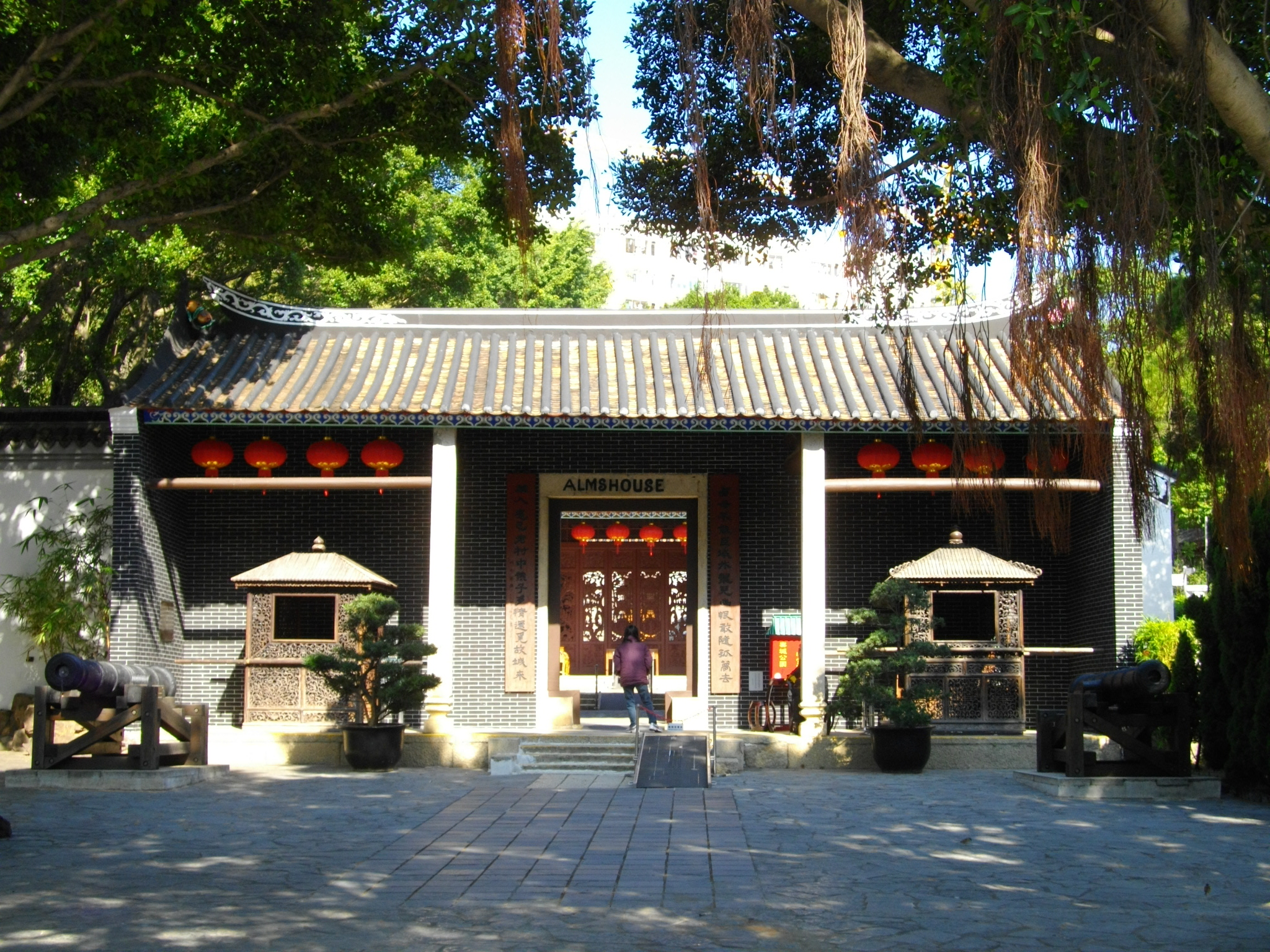
Der Yamen-Bau[Anm. 11] – Rekonstruktion, 2011
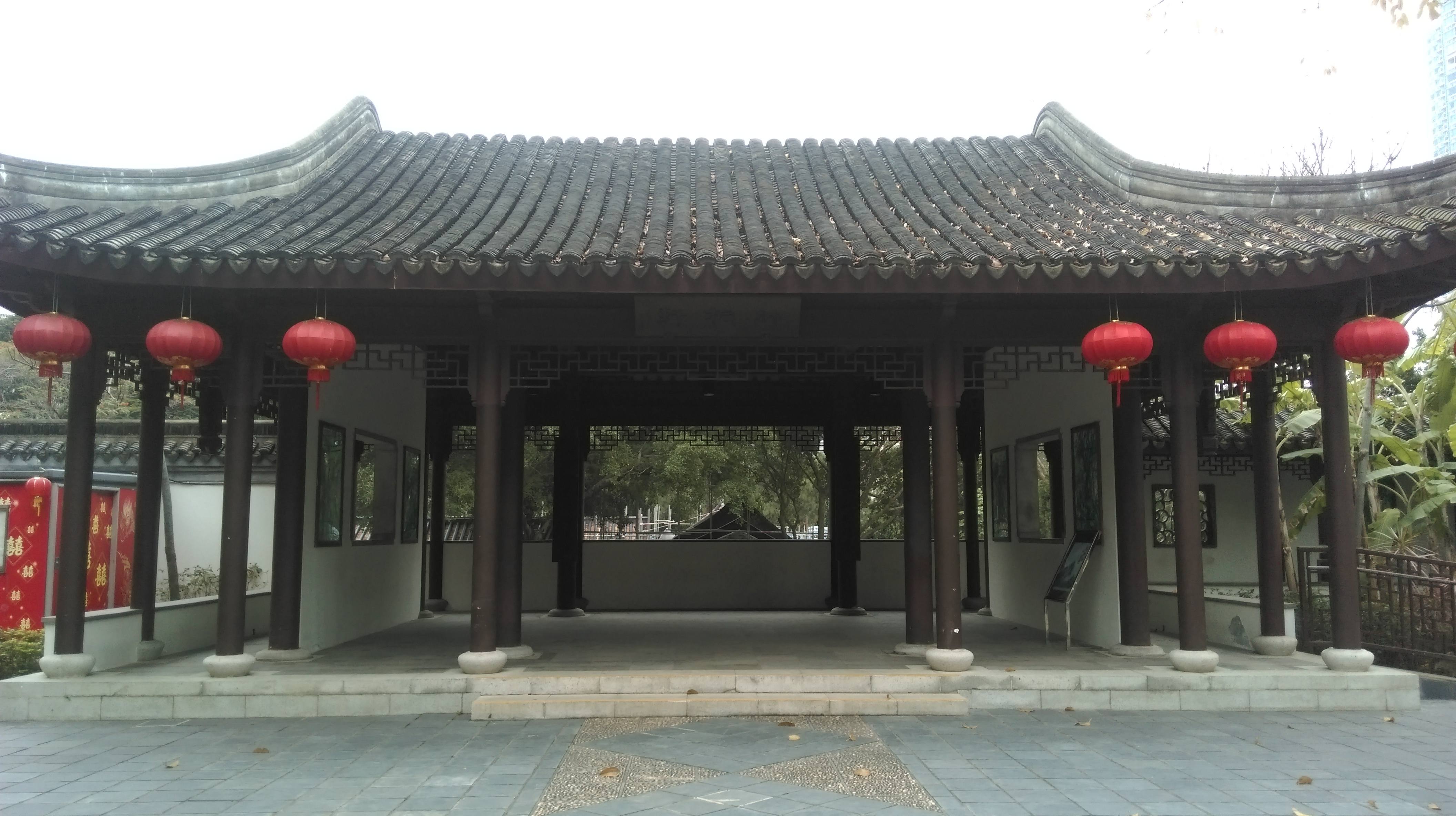
Bamboo Pavillon – 竹桐軒[Anm. 12], 2015
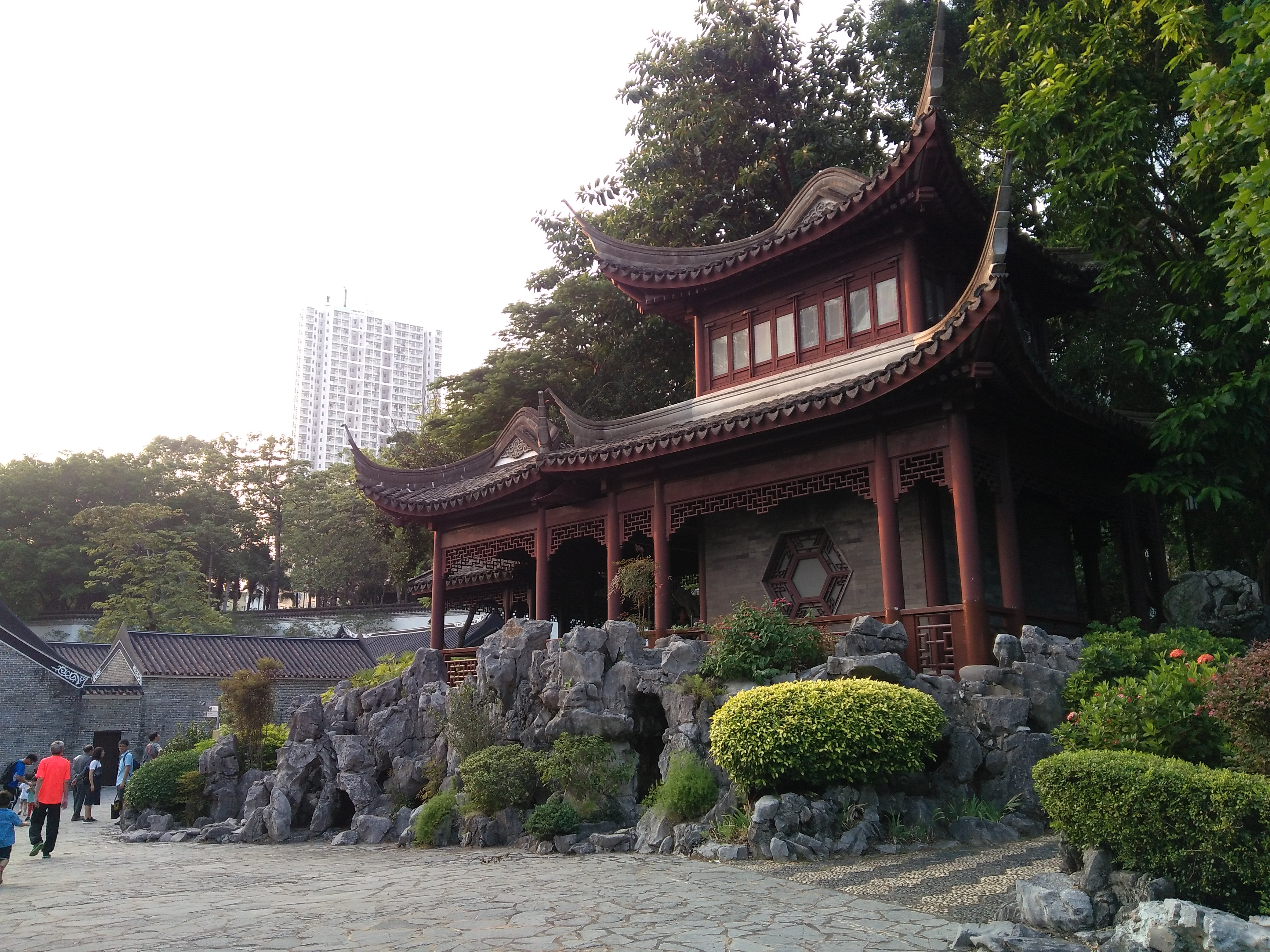
Mountain View Pavillon – 邀山樓[Anm. 13], 2017
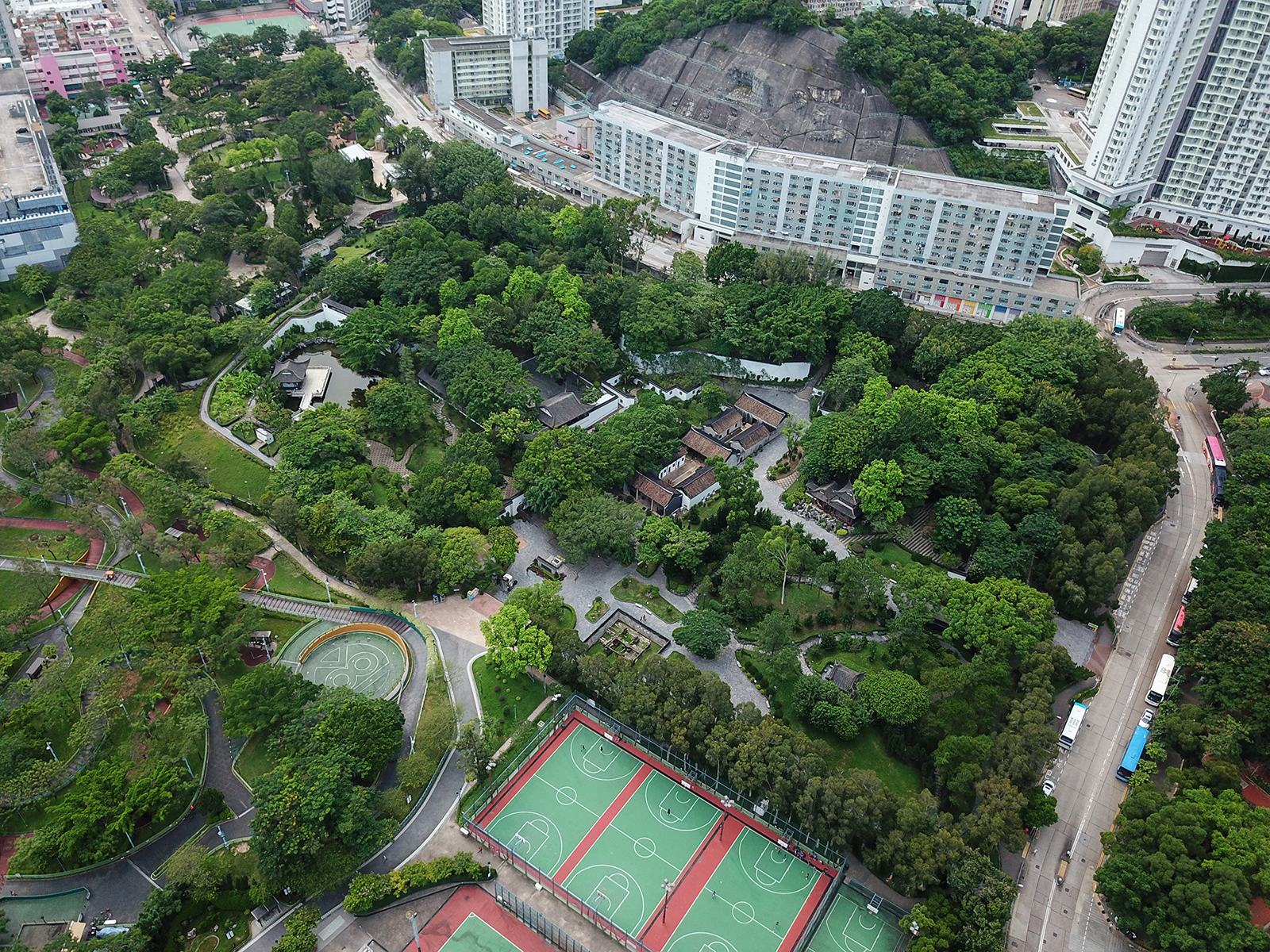
Walled City Park – Luftansicht, 2018

## Bebauung

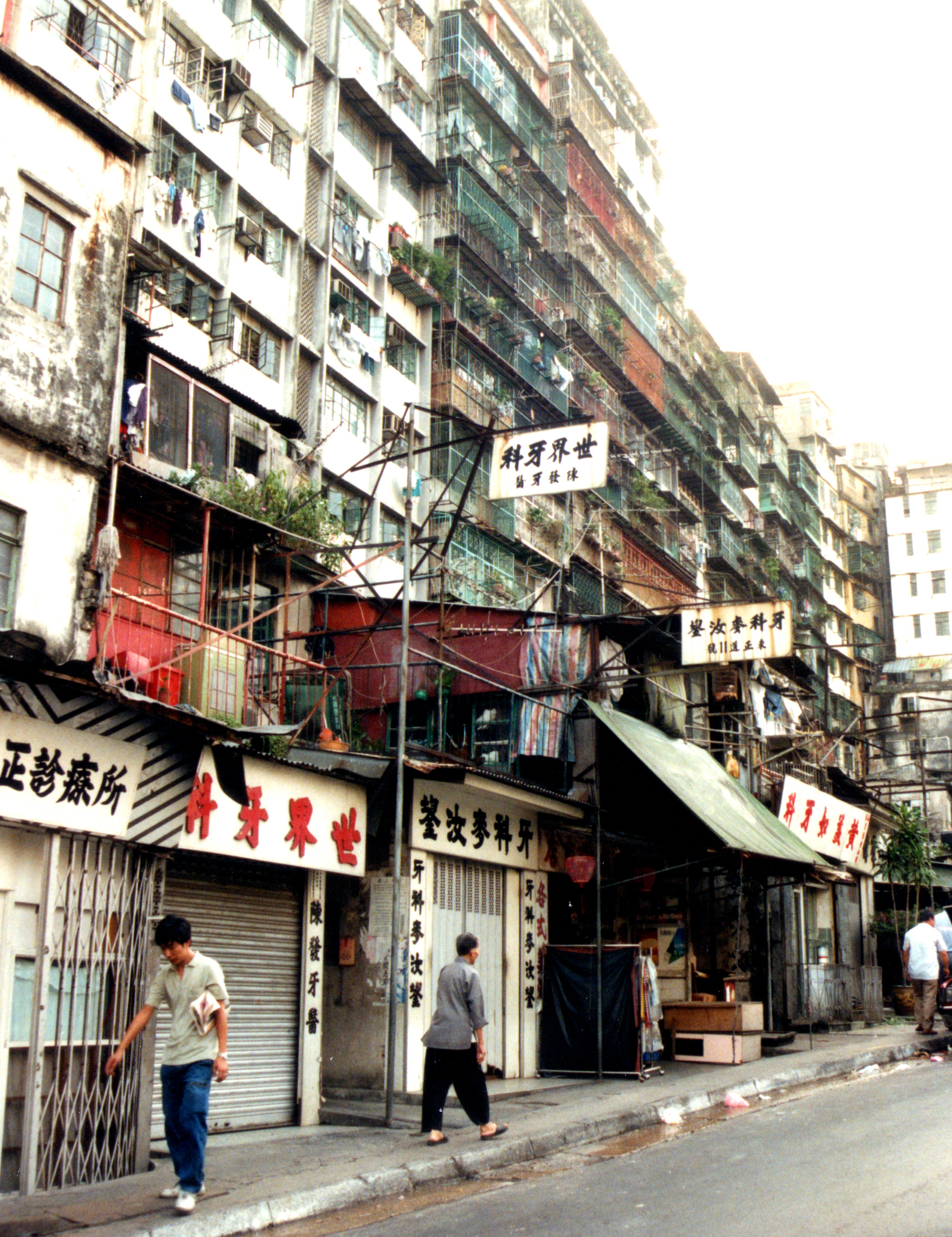
Walled City von außen, 1991

Das ursprüngliche Militärfort umfasste ein grob rechteckiges Gelände von 213 Meter Länge und 126 Meter Breite, umgeben von einer vier bis sechs Meter hohen Mauer. Der Zugang war über vier Haupttore möglich, die etwa die halbe Höhe der Mauer hatten und mit Eisentüren verschlossen werden konnten. Das südlich gelegene Tor diente als Haupteingang; hier war eine Anlegestelle am nah gelegenen Fluss Lung Chun vorhanden.
In der Mitte befand sich ein Yamen. Dieses Verwaltungsgebäude blieb auch nach dem Abriss der Mauer im Zweiten Weltkrieg erhalten und wurde in die entstehende Siedlung integriert, die bald das gesamte Gelände einnahm. Als die Bevölkerung weiter zunahm, wurden die Gebäude immer weiter aufgestockt oder durch Hochhäuser ersetzt, bis der gesamte Häuserblock mit mehr als 300 bis zu 14-stöckigen Hochhäusern dicht bebaut war. Einzige Ausnahme war ein Innenhof mit dem Yamen, der als Gemeindezentrum diente. Insgesamt umfasste der Komplex mehr als 500 Gebäude.
Zwischen den einzelnen Gebäuden gab es anstelle von Straßen nur sehr enge, von Unrat gesäumte Gänge. Die weiter unten liegenden Räume erhielten kaum Tageslicht. Zahllose Gänge, Stege und Treppen ermöglichten es, die Walled City auch auf höheren Ebenen zu durchqueren, sodass man auch von einem einzigen, riesigen Gebäudekomplex sprechen kann. Durch die enge Bebauung war weiterhin die Fortbewegung zwischen verschiedenen Gebäuden auf den Dächern möglich. Die Versorgung mit Trinkwasser und Elektrizität sowie die Abwasserentsorgung waren in vielen Teilen nicht gewährleistet.

## Bewohner
Bis zum Zweiten Weltkrieg lebten im Gebiet der Walled City nie mehr als wenige hundert Menschen. Die dichte Bebauung mit Hochhäusern mit 10 oder gar 14 Stockwerken sowie die beengten Verhältnisse – die Wohnungen waren meist kaum größer als 20 m² und wurden von ganzen Familien bewohnt – führten im Laufe der Zeit zu einer extrem hohen Bevölkerungsdichte. Aufgrund der besonderen rechtlichen Lage wurden lange Zeit jedoch keine verlässlichen Zahlen erhoben.
Offizielle Schätzungen der Bevölkerung wurden im Jahr 1971 mit 10.004 und 1981 mit 14.617 Personen angegeben, diese Zahlen gelten aber als viel zu niedrig. Inoffizielle Schätzungen beziehen hingegen oft auch die benachbarte Siedlung Sai Tau Tsuen ein. Eine im Vorfeld des Abrisses 1987 durchgeführte Studie ergab eine Einwohnerzahl von etwa 33.000 und gilt als die verlässlichste Angabe. Hiermit ergibt sich in dem nur 0,025 Quadratkilometer großen Gebiet eine Bevölkerungsdichte von über 1,3 Millionen Einwohner je Quadratkilometer. Zum Vergleich: das Fürstentum Monaco hatte 2009 eine Bevölkerungsdichte von knapp 17.000 EW/km² und ist damit der am dichtesten besiedelte Nationalstaat der Welt – die Einwohnerzahl beträgt ebenfalls 33.000, verteilt sich jedoch über die fast einhundertfache Fläche.
Das Leben der Einwohner von Kowloon Walled City ähnelte dem anderer Einwohner Hongkongs. Die Dächer der Gebäude dienten als Treffpunkte. Hier konnten sich die Bewohner entspannen und ihre Kinder spielen. Der Yamen im Herzen der Stadt war ein wichtiges soziales Zentrum. Hier konnten Kurse belegt und auch ferngesehen werden. Im Yamen wurden auch christliche und andere religiöse Versammlungen abgehalten. Die Tempel Tin Hau und Fuk Tak waren Versammlungsorte für Buddhisten und Taoisten sowie für Anhänger animistischer Religionen.

## Rezeption

### Filme und Manga
- Im Film Bloodsport mit Jean-Claude Van Damme findet das „Kumite“ genannte Kampfsportturnier in der Walled City statt.
- Der Film Twilight of the Warriors: Walled in (Originaltitel: chinesisch 九龍城寨(之)圍城 / 九龙城寨(之)围城, Pinyin Jiulóng Chéngzhài (zhī) Wéichéng) von 2024, der im Erscheinungsjahr auf dem Fantasy Filmfest lief, spielt weitgehend in der Walled City und bietet einen Einblick in die Lebensverhältnisse der Menschen dort.[13][14][15]
- Der japanische Manga Kowloon Generic Romance von Jun Mayuzuki spielt ebenfalls innerhalb der Walled City. Er wurde zudem als Anime- sowie Live Action-Serie verfilmt und zeigt neben einigen Sci-Fi-Elementen das alltägliche Leben innerhalb der Enklave.

### Videospiel
- Im Videospiel Shenmue II von Sega AM2, erschienen im Jahr 2001 für die Sega-Dreamcast-Spielkonsole, spielt ein großer Teil der Handlung in der Walled City. Dasselbe gilt für die auf den Spielen basierende Animeserie.

### Podcast
- Geschichten aus der Geschichte: GAG507: Gefangen zwischen zwei Reichen – die Kowloon Walled City[16]